# يولوج بلاكا فيسو
أولوج ميمي بلاكا فيسو (مواليد 31 ديسمبر 1994) هو لاعب كرة قدم توغولي محترف يلعب في مركز المهاجم مع نادي إيليمي. كما يمثل منتخب توغو لكرة القدم منذ عام 2012.

## وصلات خارجية
- يولوج بلاكا فيسو على فرق كرة القدم الوطنية.كوم
- يولوج بلاكا فيسو  على سكروي